# Val Guest
Val Guest (11 de diciembre de 1911-10 de mayo de 2006), también conocido como Valmond Maurice "Val" Guest, fue un director de cine británico, conocido por dirigir la comedia Casino Royale (1967), junto a otros cinco directores, así como varias destacadas películas de la productora británica Hammer.

## Filmografía
- Miss London Ltd (1943)
- Bees in Paradise (1944)
- Give Us the Moon (1944)
- I'll Be Your Sweetheart (Se vende una canción, 1945)
- Just William's Luck (1947)
- William Comes to Town (1948)
- Murder at the Windmill (1949)
- The Body said No! (1950)
- Miss Pilgrim's Progress (1950)
- Mister Drake's Duck (El pato atómico, 1951)
- Penny Princess (1952)
- The Men of Sherwood Forest (1954)
- The Runaway Bus (1954)
- Life With the Lyons (1954)
- The Lyons in Paris (1955)
- Break in the Circle (Rapto en Hamburgo, 1955)
- Dance, Little Lady (1955)
- El experimento del doctor Quatermass (1955)
- They Can't Hang Me (1955)
- It's a Wonderful World (1956)
- Carry on Admiral (¡A la orden, mi almirante!, 1957)
- The Weapon (1957)
- Quatermass 2 (Enemy From Space, 1957)
- The Abominable Snowman (1957)
- The Camp on Blood Island (1958)
- Up the Creek (1958)
- Further Up the Creek (1959)
- Yesterday's Enemy (Ayer enemigos, 1959)
- Expresso Bongo (1959)
- Life is a Circus (1960)
- The Full Treatment (La muerte llega de noche, 1960)
- The Day the Earth Caught Fire (1961)
- Jigsaw (1962)
- 80,000 Suspects (1963)
- The Beauty Jungle (La jungla de la belleza, 1964)
- Where the Spies Are (¿Dónde están los espías?, 1965)
- Casino Royale (1967)
- Assignment K (Enviado especial K, 1968)
- Toomorrow (1970)
- Cuando los dinosaurios dominaban la tierra (1970)
- Au Pair Girls (1972)
- Confessions of a Window Cleaner (1974)
- Killer Force/The Diamond Mercenaries (Los mercenarios de los diamantes, 1976)
- The Shillingbury Blowers (1980)
- El último detective (1981)
- The Boys in Blue (1982)